# Gran Valparaíso
El Gran Valparaíso, también llamado Valparaíso Metropolitano o Área Metropolitana Porteña, 
es un área urbana que reúne a cinco municipios de la Región de Valparaíso, en la zona central de Chile. A su vez, es el mayor núcleo de población de la región, que integran las comunas de Valparaíso, Viña del Mar, Quilpué, Villa Alemana y Concón. Su municipio principal es Valparaíso (capital regional), siendo la  segunda conurbación del país tanto por su importancia económica, portuaria y universitaria, cómo por su número de habitantes. 
De acuerdo al Instituto Nacional de Estadísticas cuenta con 951.150 habitantes, representando el 6 % del país, convirtiéndola junto al Gran Concepción en una de las zonas metropolitanas más pobladas del país después de Santiago.

## Historia

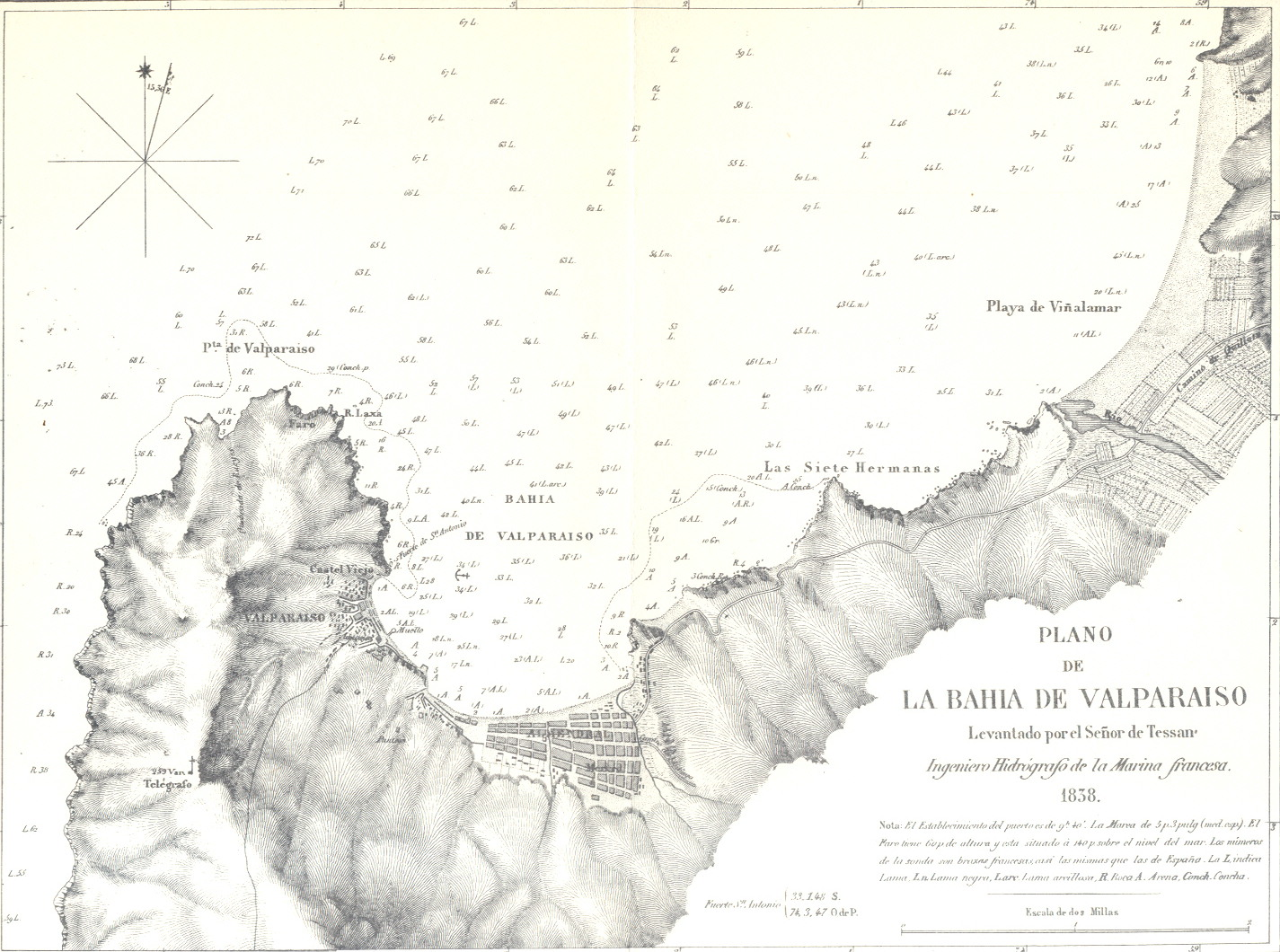
Plano de la Bahía de Valparaíso en 1838.

El litoral que actualmente ocupan Valparaíso, Viña del Mar y Concón estuvo originalmente habitada por changos, pueblo originario extinto de eximios pescadores. Los valles interiores, donde están las actuales comunas de Quilpué y Villa Alemana, en cambio, estaban poblados por los picunches, quienes habían sido sometidos por los incas. Ya desde esa época eran explotados los lavaderos de oro del estero Marga-Marga.
El primer contacto europeo con estas tierras ocurrió en 1536, cuando el adelantado de las tropas de Diego de Almagro, el conquense Juan de Saavedra, viajando desde el caserío indígena de Cancanicagua (actual San Felipe) hasta la bahía que hoy lleva su nombre (Quintero), y luego hasta la "Bahía de Quintil", encontrando en su rada a la nave "Santiaguillo". Entonces bautizó esta rada como Valparaíso, en recuerdo de su pueblo natal de Valparaíso de Arriba, en la zona de Castilla-La Mancha.
Los primeros asentamientos españoles en la zona se vieron favorecidos por la cercanía a los lavaderos de oro del estero Marga Marga. El primer hispano dueño de tierras al interior de Valparaíso (en lo que hoy en Limache) fue el conquistador don Pedro de Valdivia, quien se autoadjudicó una Merced de Tierra que abarcaba Quillota hacia el norte, el Marga Marga hacia al sur y Lampa por el este.
En 1544 Pedro de Valdivia confirmó a Valparaíso su nombre definiéndola como "Puerto Natural de Santiago de Nueva Extremadura". En 1559 comenzó a delinearse un esbozo de ciudad, partiendo de una pequeña Capilla construida en el actual emplazamiento de la Iglesia de La Matriz. Antes de eso, solo fue lugar de arribo para naves procedentes del Virreinato del Perú. Desde 1559 hasta 1615, corsarios y piratas ingleses y neerlandeses, tales como Sir Francis Drake, Thomas Cavendish, Richard Hawkins, Oliver Van Noort y Joris van Spielbergen saquearon Valparaíso. Fue por esto que el Gobernador del Reino de Chile, Martín García Óñez de Loyola, inició en 1594 la construcción del primer reducto fortificado colonial llamado el “Castillo Viejo”, al pie del cerro Artillería. Luego se ordenó la creación del Corregimiento de Valparaíso y en 1682 se le declaró "Plaza Militar" con varias fortalezas, como el “Castillo San José” en el cerro Cordillera, donde residía el gobernador de la Plaza.

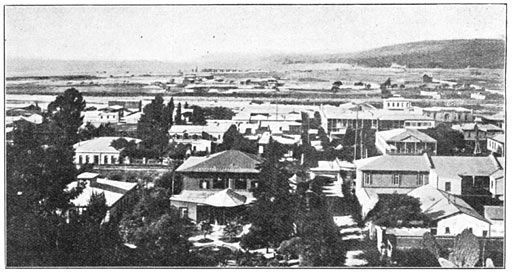
Viña del Mar en 1906.

El 8 de julio se produjo el gran Terremoto de Valparaíso de 1730, con epicenro en lo que es hoy la Comuna de Viña del Mar, que destruyó las escasas edificaciones de la ciudad. Luego se produjo un maremoto, que inundó las partes bajas del puerto y destruyó numerosas bodegas.
Durante la segunda mitad del siglo XVIII las exportaciones desde el puerto se incrementaron, destacándose productos tales como vino, sebo, cueros y quesos que se enviaban al Perú. Una creciente importancia adquirió más adelante la ciudad, debido a la llegada de navíos desde distintos puertos de España (ya no solo del puerto de Sevilla), gracias a la libertad de comercio decretada entre ellos y los puertos de América, por el Rey Carlos III. La mayor actividad se presentaba en verano y otoño; en invierno se el puerto se cerraba, por el frecuente mal tiempo. En 1791 se constituyó un Cabildo, que en 1802 logró que el Rey Carlos IV, por Real Cédula, concediera a Valparaíso el título de “Ciudad de Nuestra Señora de las Mercedes de Puerto Claro”. Sin embargo, la ciudad nunca fue fundada.
Con la Independencia y gracias a la libertad de comercio con todas las naciones del mundo, Valparaíso se convirtió en escala obligada de las rutas marítimas que venían al Pacífico desde el Atlántico, ya sea por el Estrecho de Magallanes, o por la vía del Cabo de Hornos. A partir de 1830 con el creciente orden y estabilidad del país, y la efectiva creación de los Almacenes Francos, la ciudad se transformó en un importante eslabón del comercio mundial. En este periodo llegan a Valparaíso inmigrantes de Inglaterra, Francia, Alemania, Estados Unidos y otros países europeos, atraídos por las oportunidades del mayor puerto del Pacífico en el hemisferio sur. Ello dio a Valparaíso un inconfundible sello internacional, muy distinto del resto del país.
El 24 de noviembre de 1865, en plena Guerra contra España, el presidente José Joaquín Pérez, dictó un Decreto que decía: "Créase el Puerto Mayor de Quintero, en la bahía que lleva su nombre". Esta fecha corresponde al aniversario oficial del puerto y ciudad de Quintero.
El 31 de marzo de 1866 el puerto de Valparaíso fue bombardeado por la escuadra española al mando del almirante Casto Méndez Núñez y compuesta por las fragatas Numancia, Blanca, Villa de Madrid y Resolución y la goleta Vencedora.
En 1891, en diferentes zonas de los alrededores de Valparaíso se llevaron a cabo una serie de enfrentamientos en el marco de la Guerra Civil entre los congresistas que se habían alzado contra el gobierno y quienes apoyaban al Presidente Balmaceda. Entre estos combates destacan, la batalla de Concón y la de Placilla, las cuales terminaron con la victoria definitiva del bando congresista.
A mediados del siglo XIX se fue creando el poblado de Viña del Mar, de la fusión de dos haciendas: las Siete Hermanas y Viña del Mar, dado que en esta última se habían plantado viñedos a fines del siglo XVI, que con el paso del tiempo fueron conocidos como la viña de la mar, de donde deriva su nombre. La llegada de nuevos habitantes, así como también de los primeros visitantes casuales, comenzó con la construcción del ferrocarril de Valparaíso a Santiago, cuyo primer tramo, entre el cerro Barón y la hacienda de Viña del Mar, fue inaugurado el 17 de septiembre de 1855. El 31 de mayo de 1878, el presidente Aníbal Pinto dictó el decreto que creó la Municipalidad de Viña del Mar.
El 14 de octubre de 1893 se creó la comuna de Quilpué, con asiento en la aldea del mismo nombre, y que abarcaba el territorio al norte de la cuenca del estero Marga-Marga, valle que pertenecía y siguió perteneciendo al Departamento de Casablanca. El 25 de abril de 1898, se otorgó a la aldea de Quilpué, el título de ciudad, siendo hoy la comuna capital de la Provincia de Marga Marga, en el sector oriente del Gran Valparaíso.
En 1899 se creó la comuna de Concón que hasta entonces pertenecía a Limache. Sin embargo en 1927 perdió su condición de comuna autónoma, pasando a formar parte de Viña del Mar. Recién el 28 de diciembre de 1995, la Ley 19.424 restableció la Municipalidad de Concón.
En 1906 un violento terremoto azotó a la zona central del país, dejando miles de víctimas y decenas de construcciones destruidas en toda la zona. Luego de esta tragedia, gran cantidad de familias de clase alta del devastado Valparaíso se instalaron en Viña del Mar. Hacia 1920, Viña del Mar comenzaba a convertirse en un destacado balneario a nivel nacional.
En 1918 se creó la comuna de Villa Alemana, en una zona que había crecido al alero del ferrocarril. Pero en 1928 fue incorporada a Quilpué. Finalmente el 7 de junio de 1933, Villa Alemana es separada definitivamente de la comuna de Quilpué.

## Comunas
| Comunas en la Provincia de Valparaíso | Comunas en la Provincia de Valparaíso | Comunas en la Provincia de Valparaíso |
| ------------------------------------- | ------------------------------------- | ------------------------------------- |
| Valparaíso                            | Viña del Mar                          | Concón                                |

| Comunas en la Provincia de Marga Marga | Comunas en la Provincia de Marga Marga | Comunas en la Provincia de Marga Marga |
| -------------------------------------- | -------------------------------------- | -------------------------------------- |
| Quilpué                                | Villa Alemana                          |                                        |

## Economía
Por su importante población a nivel nacional, por su bullante actividad portuaria y su cercanía a Santiago, el Gran Valparaíso es un importante centro de negocios y una interesante plaza para las inversiones nacionales y extranjeras.
Desde mediados del siglo XIX hasta principios del siglo XX, Valparaíso fue la capital económica y financiera de Chile. Allí se creó la primera Bolsa de Valores de Valparaíso, que fue la primera del país. Por esos años también surgieron importantes entidades bancarias como el Banco de Chile y muchísimas otras ya desaparecidas.
La actividad económica del área metropolitana porteña se concentra fundamentalmente en la Zona Industrial del Salto y el Belloto, la ciudad empresarial de Curauma, el Puerto, el sector terciario de productos y servicios y finalmente el turismo. El Gran Valparaíso recibe más de 4 000 000 de turistas al año, principalmente nacionales, argentinos, brasileños, estadounidenses y europeos, quienes también se desplazan a otros puntos de la región como las viñas de Casablanca, zonas típicas como Olmué y el afamado centro de Esquí Portillo, en la Provincia de Los Andes.

## Relaciones internacionales
El Gran Valparaíso es sede de una serie de instituciones de relaciones internacionales, tales como la Unidad Regional de Asuntos Internacionales (URAI) del Gobierno Regional de Valparaíso en la ciudad de Valparaíso, encargada del análisis y gestión de las relaciones bilaterales y multilaterales de la región de Valparaíso con América Latina y el resto del mundo, las Unidades de Relaciones Internacionales de la Cámara de Diputadas y Diputados, y el Senado en Valparaíso, la Unidad de Asuntos Internacionales del Ministerio de las Culturas, las Artes y el Patrimonio en Valparaíso, la Comisión de Relaciones Internacionales del Consejo Regional de Valparaíso, la oficina regional en Valparaíso del Servicio Nacional de Migraciones en Valparaíso, la oficina regional en Valparaíso de la Dirección General de Promoción de Exportaciones (ProChile), el Departamento de Migraciones y Policía Internacional de la Policía de Investigaciones en Viña del Mar y Valparaíso, y la Dirección de Desarrollo Económico y Cooperación de la Municipalidad de Valparaíso, la Oficina de Relaciones Internacionales de la Municipalidad de Viña del Mar, la Oficina de Cooperación Internacional de la Municipalidad de Quilpué, y las siguientes oficinas de migración:
- Oficina Migrante de la Municipalidad de Concón.
- Oficina Migrante de la Municipalidad de Quilpué.
- Oficina Migrangte de la Municipalidad de Villa Alemana.
- Oficina Migrante de la Municipalidad de Viña del Mar.
- Oficina Migrante de la Municipalidad de Valparaíso.

### Internacionalización en educación superior
En materia de relaciones internacionales y educación superior, los principales actores dentro del Gran Valparaíso son la Comisión de Relaciones Internacionales del Consejo de Rectores de Valparaíso, Dirección de Relaciones Institucionales de la Universidad de Valparaíso, la Dirección General de Asuntos Internacionales de la Pontificia Universidad Católica de Valparaíso, la Dirección General de Asuntos Internacionales de la Universidad de Playa Ancha, y la Dirección de Asuntos Internacionales de la Universidad Técnica Federico Santa María, y la Dirección de Relaciones Internacionales de la Universidad Viña del Mar. El Gran Valparaíso también cuenta con un programa de posgrado en el área, el Magíster en Relaciones Internacionales de la Pontificia Universidad Católica de Valparaíso.

### Consulados en Valparaíso

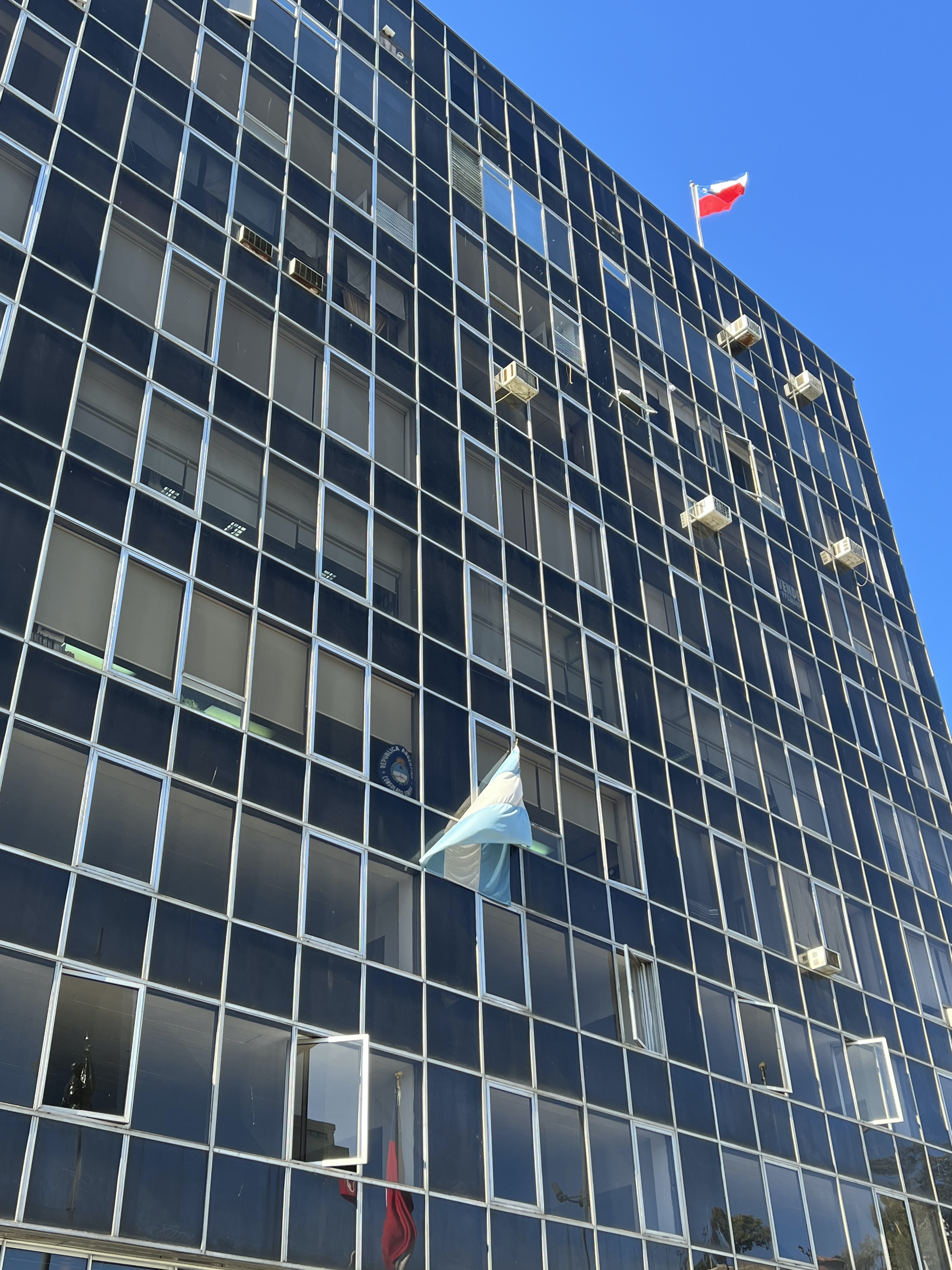
Consulado-General de Argentina en Valparaíso

| - Argentina (Consulado General) - Austria (Consulado Honorario) - Bélgica (Consulado Honorario) - Brasil (Consulado Honorario) - Dinamarca (Consulado Honorario) - Ecuador (Consulado Honorario) - Francia (Consulado Honorario) - Guatemala (Consulado Honorario) - Haití (Consulado Honorario) - Hungría (Consulado Honorario) | - Italia (Consulado Honorario) - Panamá (Consulado General) - Perú (Consulado General) - Reino Unido (Consulado Honorario) - Rusia (Consulado Honorario) - Suecia (Consulado Honorario) |

### Consulados en Viña del Mar
| - Alemania (Consulado Honorario) - España (Consulado) - Grecia (Consulado Honorario) - Líbano (Consulado Honorario) - Indonesia (Consulado Honorario) | - Marruecos (Consulado Honorario) - Mónaco (Consulado Honorario) - Países Bajos (Consulado Honorario) - Paraguay (Consulado Honorario) - Siria (Consulado Honorario) |

### Consulados en Concón
- Bélgica (Consulado Honorario)
- Polonia (Consulado Honorario)
- Uruguay (Consulado Honorario)

## Transporte

### Transporte ferroviario

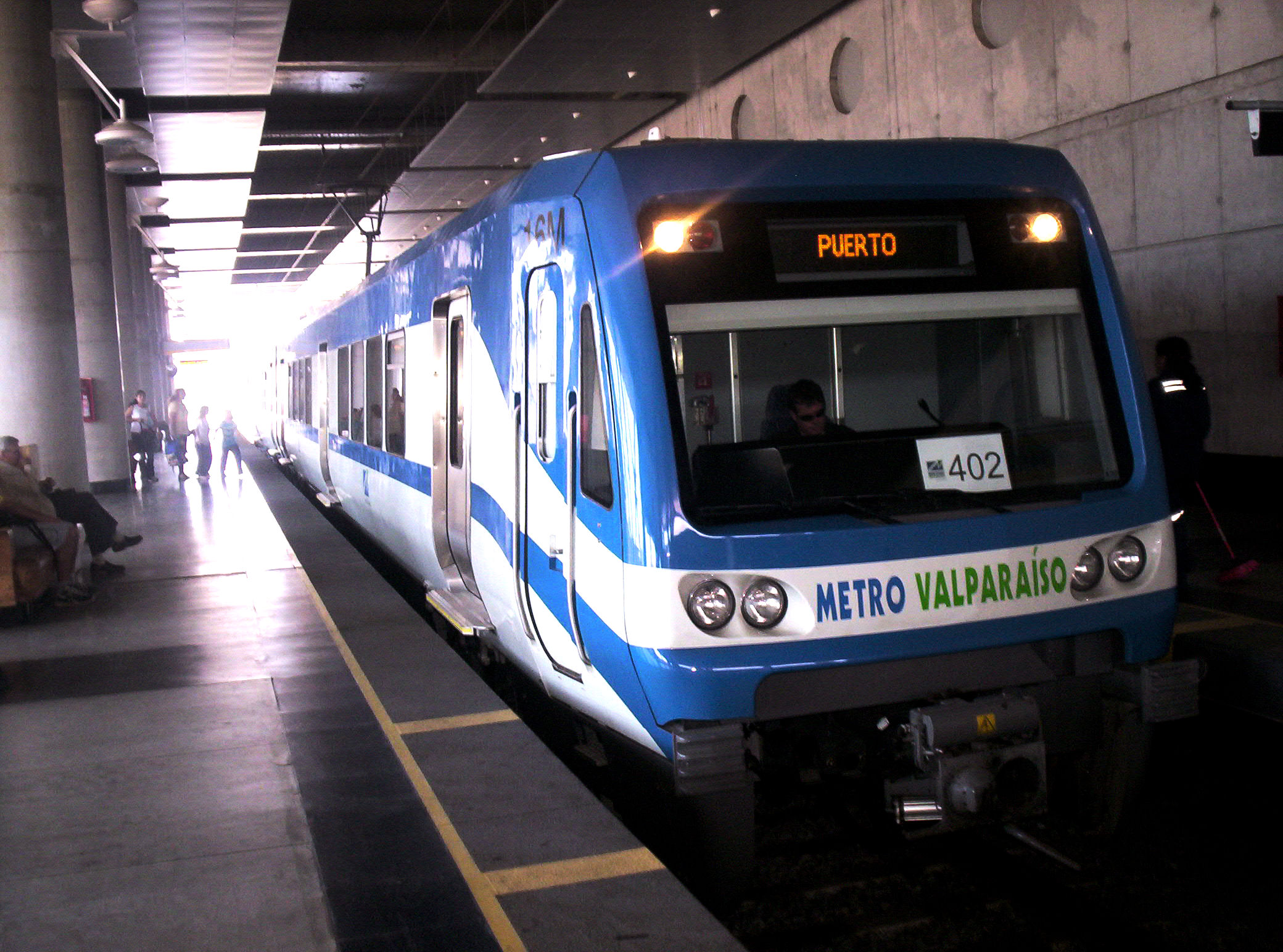
Metro entrando en la estación Puerto.

Este medio de transporte conecta a las comunas de Valparaíso, Viña del Mar, Quilpué, Villa Alemana y la ciudad satélite de Limache. Es administrado por Metro de Valparaíso S.A. (MERVAL), filial de la Empresa de los Ferrocarriles del Estado (EFE).
El Metro de Valparaíso fue inaugurado, en marcha blanca, el 23 de noviembre de 2005, por el entonces presidente Ricardo Lagos. La entrada efectiva en operaciones fue el 24 de noviembre del mismo año.
El servicio de la red de Tren Limache-Puerto cuenta con una línea de 43 km de longitud, con 20 estaciones, entre la Plaza Sotomayor de Valparaíso, siguiendo al noreste, hasta Limache.
La flota de trenes proveniene de Francia y de España, la cual tiene gran eficiencia tecnológica y gran comodidad para los pasajeros. Sus puertas de ingreso se activan apretando un botón, cuando el tren se detiene en las estaciones. Están equipados con aire acondicionado, tienen accesos y sectores especiales para discapacitados o pasajeros con movilidad reducida.
Desde 2015, su flota se compone de un total de 35 automotores, de los cuales 27 son automotores modelo X'Trapolis 100 franceses y 8 automotores españoles modelo X'Trapolis Modular. Tanto el material rodante como los sistemas de seguridad e infraestructuras de mantención quedaron a cargo de Alstom, mismo proveedor histórico del Metro de Santiago.

### Transporte Metropolitano de Valparaíso

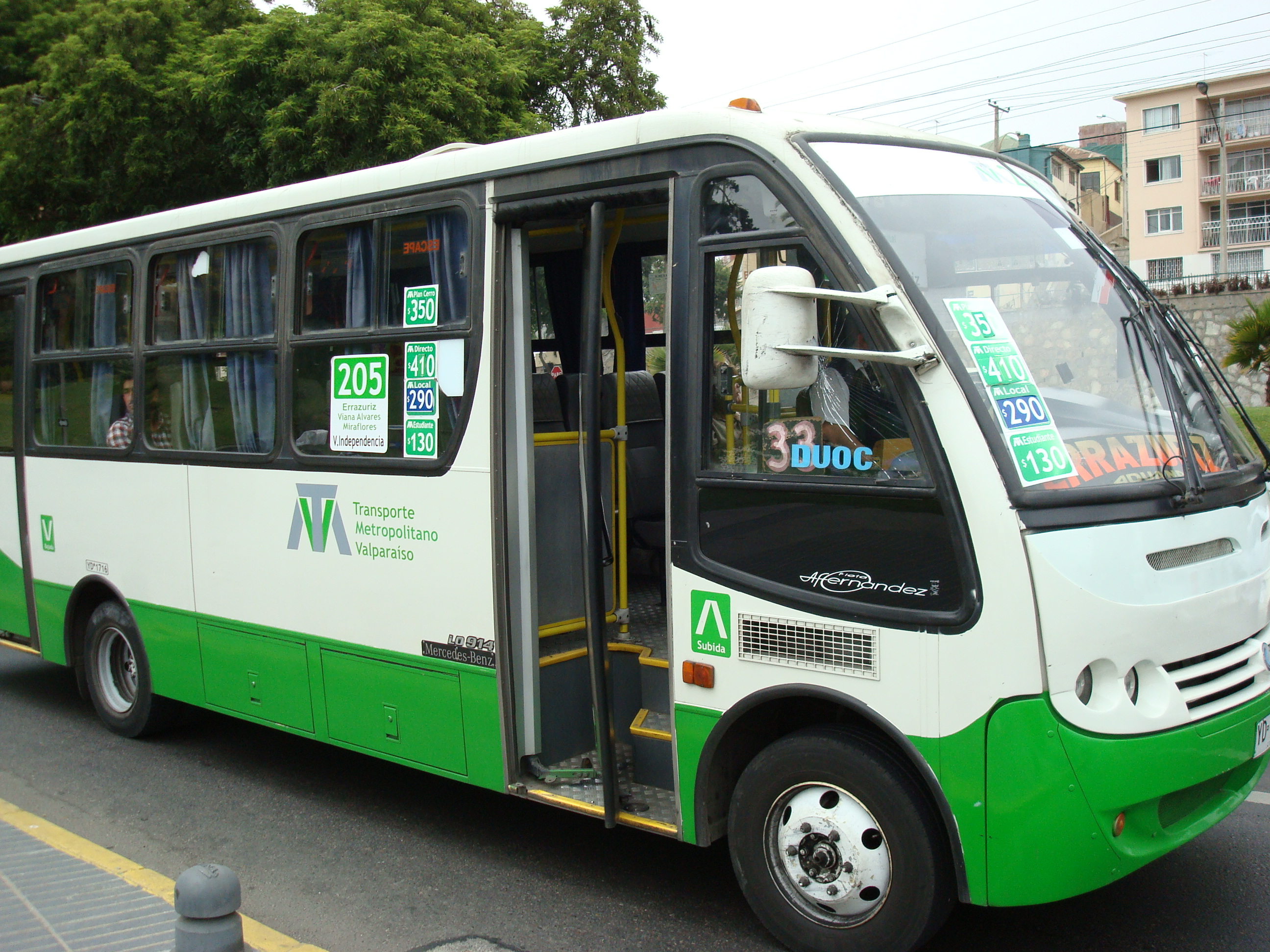
Bus del Transporte Metropolitano de Valparaíso.

El Transporte Metropolitano de Valparaíso, conocido también como "TransValparaíso", es un sistema de transporte de pasajeros licitado en el año 2004 que pretende en el mediano y largo plazo terminar con los vicios propios de las empresas de locomoción colectiva, tales como: atochamientos, demoras, buses en mal estado, trato deficiente a las personas por parte de choferes, y los conocidos "collereos" o carreras entre líneas distintas para conseguir pasajeros. Además de darle una nueva cara al servicio con el ordenamiento mediante colores a cada unidad de negocio y un uniforme único al personal de conducción.
A partir de julio de 2024 comenzará la implementación de buses eléctricos como primera etapa del nuevo sistema de transportes a nivel nacional , el cual tiene como objetivo la electromovilidad en todo el país.
Para 2026 se concretará la nueva licitación del transporte público del Gran Valparaíso, el cual busca reemplazar el parque automotriz, implementar un sistema electrónico de pagos, mejorar el servicio hacia los usuarios, entre otras cosas, bajo la denominación Red Valparaíso de movilidad. 

### Terminales de Buses
El área metropolitana cuenta con 3 terminales de buses ubicados en las ciudades de: Valparaíso cercano a la estación Barón del Metro Valparaiso, frente al Congreso Nacional; Viña del Mar relativamente cercano a las estaciones Viña del Mar y Hospital del metro Valparaíso ; y en la comuna de Quilpué en calle Blanco Encalada.

### Transporte aéreo
El aeropuerto más cercano a la ciudad es el Aeropuerto de Santiago de Chile, principal conector con múltiples destinos internacionales.
En 2024, el presidente Grabriel Boric anunció la construcción y habilitación del actual aeródromo de Torquemada en la comuna de Concón el cual se convertirá en el nuevo aeropuerto del Gran Valparaíso en la Región de Valparaíso. Se estima que este aeropuerto opere vuelos nacionales e internacionales principalmente provenientes desde Argentina. 
Su inauguración está proyectada para 2027. 

## Vías de conexión
Debido a la forma de "T" que tiene la mancha urbana se han construido diversas vías que conectan al Gran Valparaíso, de tal manera que se genere una rápida conexión al interior de la ciudad.

### Camino Troncal
Atraviesa el sector céntrico de Quilpué y Villa Alemana (donde se encuentra enumerada por paraderos), hasta llegar a la costa en el plan de Viña del Mar, por la ribera norte del estero Marga-Marga (avenida 1 Norte). Es utilizada principalmente por el Transporte Metropolitano de Valparaíso y taxis colectivos.

### Autopista Troncal Sur
Paralela al Camino Troncal y entablada el sector sur de la conurbación (como su nombre lo indica), se construyó como la solución a la grave congestión vehicular que se presentaba el Camino Troncal. Es utilizada principalmente por automóviles particulares que van desde sus casas en el interior hasta la zona costera a trabajar y estudiar.

### Avenida España
Es una de las más antiguas del Gran Valparaíso, conecta Viña del Mar con el puerto. Este camino que fue construido en parte sobre el mar y en Valparaíso con pista elevada.

### Autopista Acceso Sur/Camino La Pólvora
Es la principal vía portuaria de la mancha urbana conecta el puerto de Valparaíso con la Ruta 68 y su construcción fue con el fin de evitar que los camiones transiten por el centro de Valparaíso ya que provocaban el deterioro de la Av Argentina y el alto nivel de congestión vehicular en el centro del puerto. Recorre la parte alta del puerto , conecta además con el camino a Laguna Verde.

### Autovía Las Palmas
Atraviesa principalmente el sector de Forestal. Conecta la Ruta 68 con el Camino Troncal.

### Camino Internacional
También conocido como Ruta F-30E / Ruta 64-CH, es una ruta que conecta la autopista Troncal Sur en Viña del Mar con Concón. Su nombre se de a que anteriormente era principalmente usada para viajar a Argentina. Hoy en día, es una alternativa para su tránsito local y también para un tránsito más fluido hacia Concón.

## Lugares de interés

### En Valparaíso

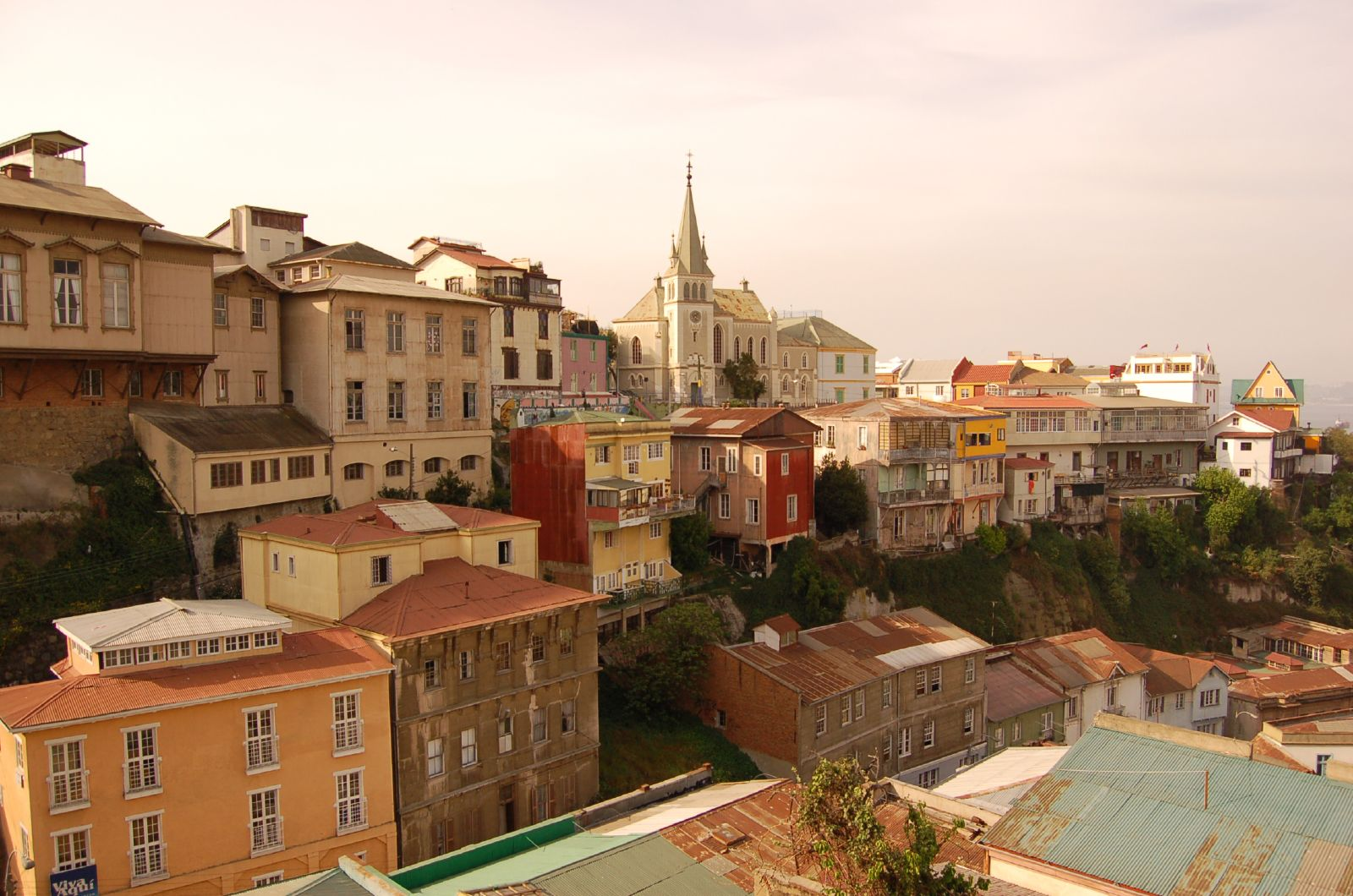
Cerros en Valparaíso.

La particular distribución geográfica de Valparaíso, donde los cerros invaden la costa, hace que la visión de cerro a mar sea destacable. Por ello, lugares como Mirador Portales, Mirador Esperanza, Mirador O'Higgins, Mirador Marina Mercante, Paseo 21 de mayo, Paseo Yugoslavo, Paseo Gervasoni, Paseo Mirador Atkinson y Paseo Dimalow, son ideales a la hora de ver de manera panorámica la ciudad puerto. Durante las fiestas de año nuevo, muchos de estos paseos mirador son repletados por turistas a altas horas de la mañana, todo por tener una visión más privilegiada del espectáculo; así como también existen recorridos entre los cerros más antiguos de la ciudad (Cerros Alegre y Concepción), en la cual, además de contemplar la arquitectura inglesa colonial de sus casas y sus iglesias de principios del siglo XIX, el turista se puede adentrar en museos contemporáneos, jardines y pequeñas plazoletas, miradores escondidos entre casas y balcones y una singular magia que ronda entre los vecindarios cerros. No solo de miradores y ascensores vive el puerto; alrededor de sus cerros y el Plan Almendral existen varios museos por conocer y admirar, de entre las cuales se destacan: el Museo Naval y Marítimo, el Museo del Mar Lord Thomas Cochrane, el Palacio Baburizza, sede del Museo de Bellas Artes de la ciudad, la Casona Mirador de Lukas, el Museo del Payaso y el Títere, la Casa Museo La Sebastiana, una de las casonas del legendario poeta chileno Pablo Neruda y el Museo de Historia Natural y Galería de Arte Municipal, entre otros.

### En Viña del Mar

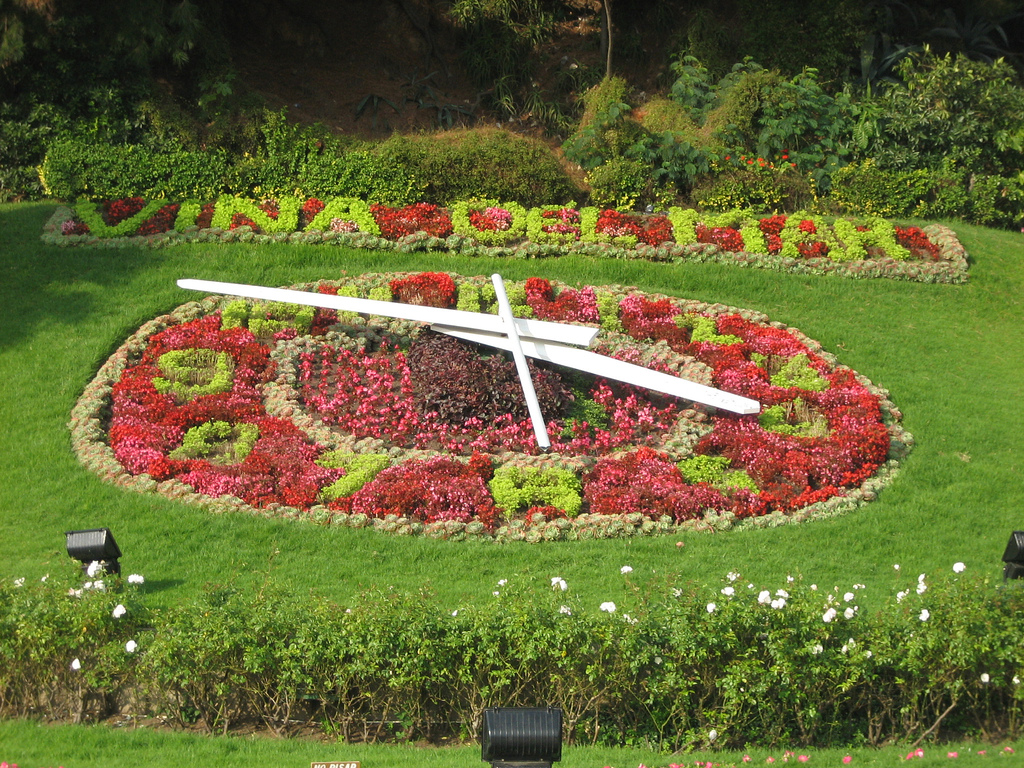
Vista al "Reloj de Flores", uno de los principales hitos turísticos de la comuna.

Viña del Mar es por excelencia la comuna chilena que más recursos destina al turismo en cuanto a hoteles, festivales, embellecimiento urbano, etc. Sea gracias a su cercanía con Santiago (120 kilómetros) o por su ubicación privilegiada dentro del Gran Valparaíso y la zona portuaria, es uno de los eslabones más importantes en cuanto a economía se refiere.
Viña del Mar es un amplio núcleo urbano ideado para los turistas. Al llegar a la comuna por la Ruta CH-68, que conecta a Santiago con Valparaíso, se llega a un monte donde está la zona alta del Barrio de Agua Santa. Se puede optar por desviarse al oeste hacia el Barrio de Recreo, uno de los más poblados, o seguir bajando al Centro de Viña del Mar.
El balneario de Reñaca es uno de los más importantes dentro de la comuna. Se emplaza cerca de la desembocadura del Estero de Reñaca (el cual es el siguiente estero, de sur a norte, después del Marga Marga). Modernamente, Reñaca ha expresado sus aspiraciones de transformarse en comuna independiente, debido a que sus habitantes consideran ser los principales contribuyentes a las arcas municipales viñamarinas por la vía del turismo, lo cual no tendría el mismo retorno ni aporte económico a la comunidad local, cuya población ha crecido considerablemente en los últimos años.
El Museo al Aire Libre de Viña del Mar, inspirado en la poesía de Gonzalo Villar y ubicado en el Cerro de Recreo, contiene una interesante expresión de arte contemporáneo, enlazado a la Galería Casa Verde.
El Jardín Botánico Nacional, ubicado en Camino El Olivar, posee cerca de 3000 especies distintas de vegetales. Este Parque también es conocido como "Parque Metropolitano de Valparaíso", ya que se ubica entre las comunas de Viña del Mar y Quilpué, comuna cuyos habitantes esperan contaron con un nuevo parque intercomunal en el predio El Carmen.
El Reloj de Flores, emplazado frente a la playa de Caleta Abarca, en el nudo vial que une los caminos hacia la zona portuaria de Valparaíso, fue construido especialmente para darles la bienvenida a la Ciudad Jardín a los participantes de la Copa Mundial de Fútbol de 1962, que se jugaría en la comuna.
El Muelle Vergara fue construido a la altura de la calle 10 Norte, era un pequeño embarcadero por donde salían las mercancías. Hoy en día ya no cumple función comercial alguna, pero es uno de los paseos más hermosos de la ciudad, ya que desde él puede verse en toda su amplitud la bahía de Valparaíso. Producto del paso de los años y la acción de inescrupulosos, el muelle vergara ha sido desmantelado. Su recuperación asciende a un monto de 3 mil millones de pesos.

### En Concón

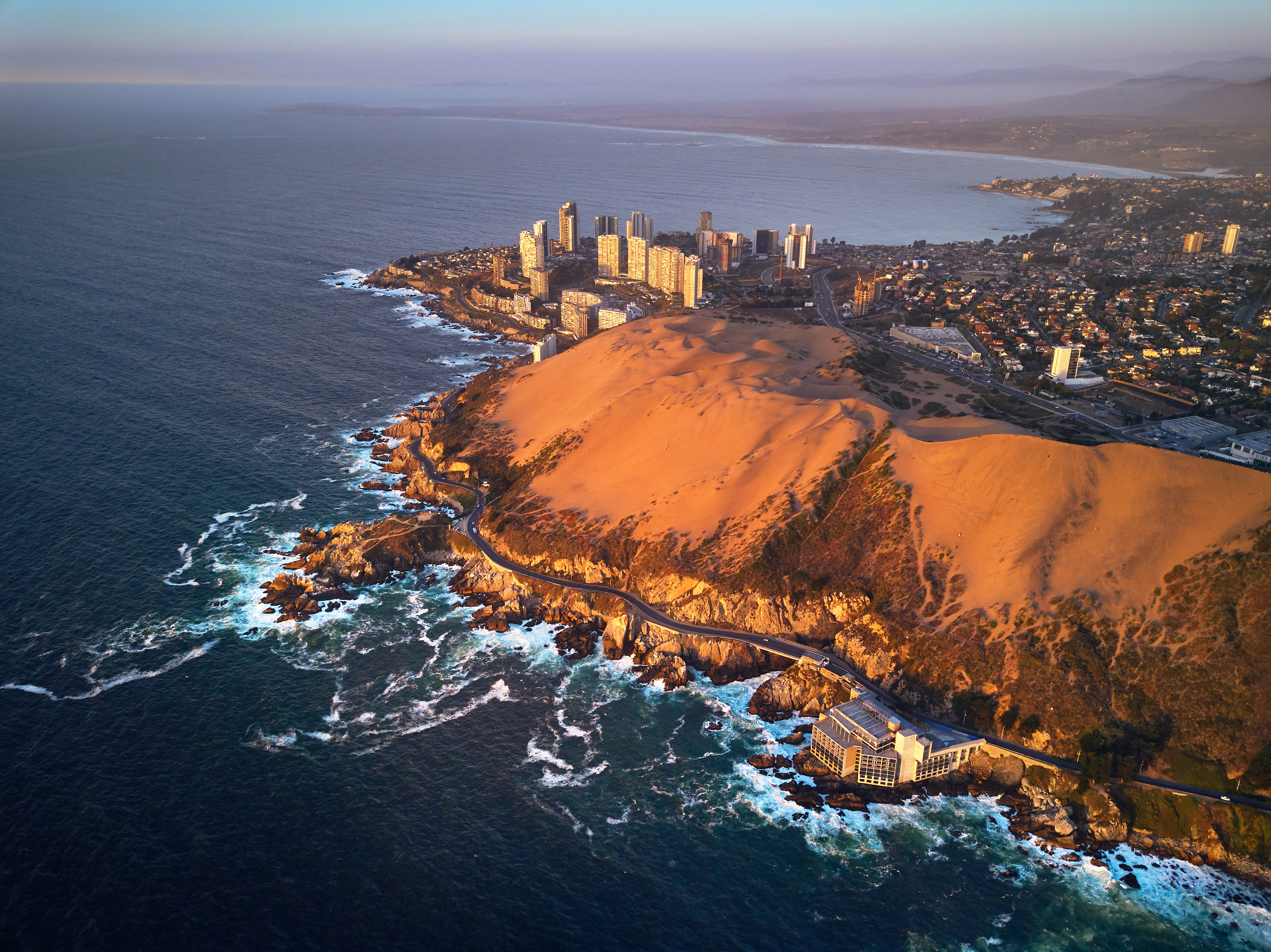
Vista al Campo Dunar Punta Concón, el lugar es ideal para realizar Sandboard.

Hoy en día es considerada como la "Capital Gastronómica de la Región de Valparaíso". Existe en el sector más de medio centenar de establecimientos dedicados a elaborar exquisitos platillos de la más extensa variedad a base de mariscos, pescados y finas carnes. Sin duda, todo esto unido a las gran diversidad de atractivos turísticos de la comuna, hacen de esta un lugar de ensueño junto al mar. Cuenta con buena infraestructura de servicios, los que permiten el desarrollo de la actividad turística durante todo el año y un excelente y variado servicio de hospedaje. Su gran atractivo es la actividad gastronómica, la que se ha emplazado en tres puntos estratégicos dentro la comuna. Siendo estos: sector costero, sector alto de Caleta Higuerillas, y un tercer punto emplazado en los interiores de la comuna. También se pueden visitar los santuarios naturales como el humedal del río Aconcagua o las Dunas de Concón donde cuenta con una vegetación arbustiva menor y diversas aves marinas.

### En Quilpué y Villa Alemana

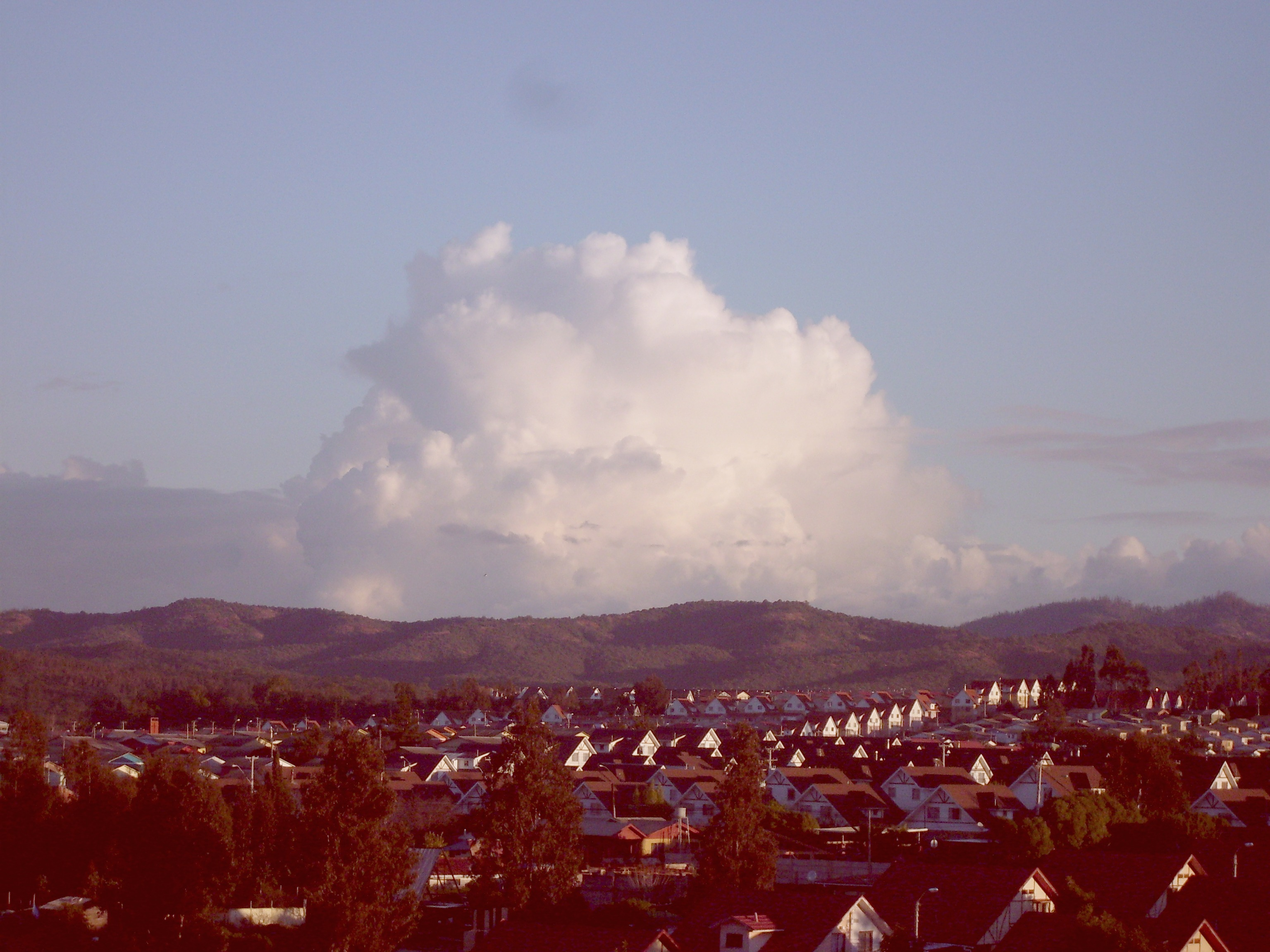
Barrio de Quilpué.

Comunas consideradas dormitorio, con activo movimiento comercial y enclave de acogedoras hosterías, en Quilpué se encuentra el Parque Zoológico, con más de 130 especies de la fauna chilena y del mundo, como leones, osos, tucanes y 4,5 hectáreas en plena vegetación.
Se puede visitar el predio Los Perales, una viña con 132 años de experiencia en la producción de vinos dulces y licorosos , y el centro recreativo Alto el Yugo, donde se realizan actividades deportivas criollas.
Entre Quilpué y Villa Alemana se encuentra el sector de Colliguay; la cual existen dos vías de acceso para llegar: una desde Quilpué, a través del camino Lo Orozco y otra desde Curacaví.
El estero Puangue que recorre el valle hace que en verano el lugar sea visitado por turistas principalmente de la quinta región que concurre a la zona con el fin de acampar y disfrutar de las pozas que se forman en dicho estero. En Villa Alemana está la viña El Sauce y equipadas hosterías y restaurantes, entre otros atractivos.

## Patrimonio ecológico del Gran Valparaíso

### Reserva nacional Lago Peñuelas
La Reserva nacional Lago Peñuelas se encuentra en la región de Valparaíso en Chile. Fue declarada área protegida en el año 1952 con el fin de proteger a la cuenca tributaria el embalse o tranque Peñuelas.

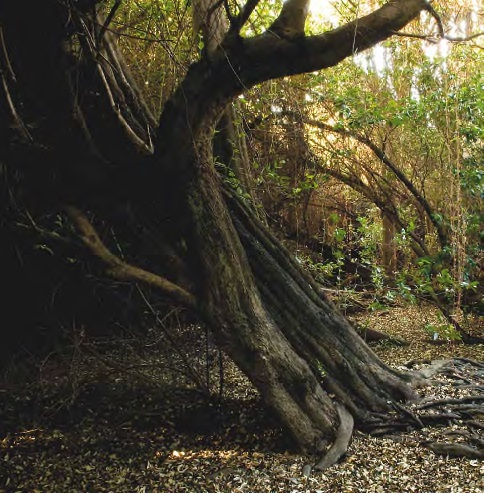
Bosque Las Petras

### Santuario de la Naturaleza Bosque Las Petras
Dentro del perímetro de la Base Aérea de Quintero, contiguo a la localidad de Loncura, se ubica el Bosque Las Petras, declarado Santuario de la Naturaleza en 1993.

### Humedal de Mantagua
El Humedal de Mantagua es un cuerpo de agua perteneciente a la cuenca del estero Mantagua. Se encuentra conformado por una laguna costera y un estuario. Es reconocido como un importante lugar de avistamiento de aves y, junto a las Dunas de Ritoque, constituye una reserva ecológica.

### Dunas de Ritoque
Las Dunas de Ritoque, que también aparecen en algunas fuentes antiguas como "Médanos de Quintero", se extienden desde la playa a tierra adentro. Ha sido considerado el "campo dunario más importante de la costa centro-norte de Chile".

### Parque nacional La Campana
El parque nacional La Campana es un área silvestre protegida por el Estado de Chile por ser una de las áreas naturales más representativas de la flora y fauna de la zona central del país. Además, este parque ha sido declarado por la Unesco reserva de la biósfera, en conjunto con el área del lago Peñuelas.

### Dunas de Concón
El Campo dunar de la Punta de Concón es un Santuario de la Naturaleza ubicado principalmente en Concón. Cuenta con un área de protección de 21,8 hectáreas, de las cuales 2,3 corresponden a la comuna de Viña del Mar y 19,5 a la comuna de Concón.

## Centros comerciales
Actualmente en Gran Valparaíso hay 18 centros comerciales en los formatos de Mall, Strip center y Outlet.

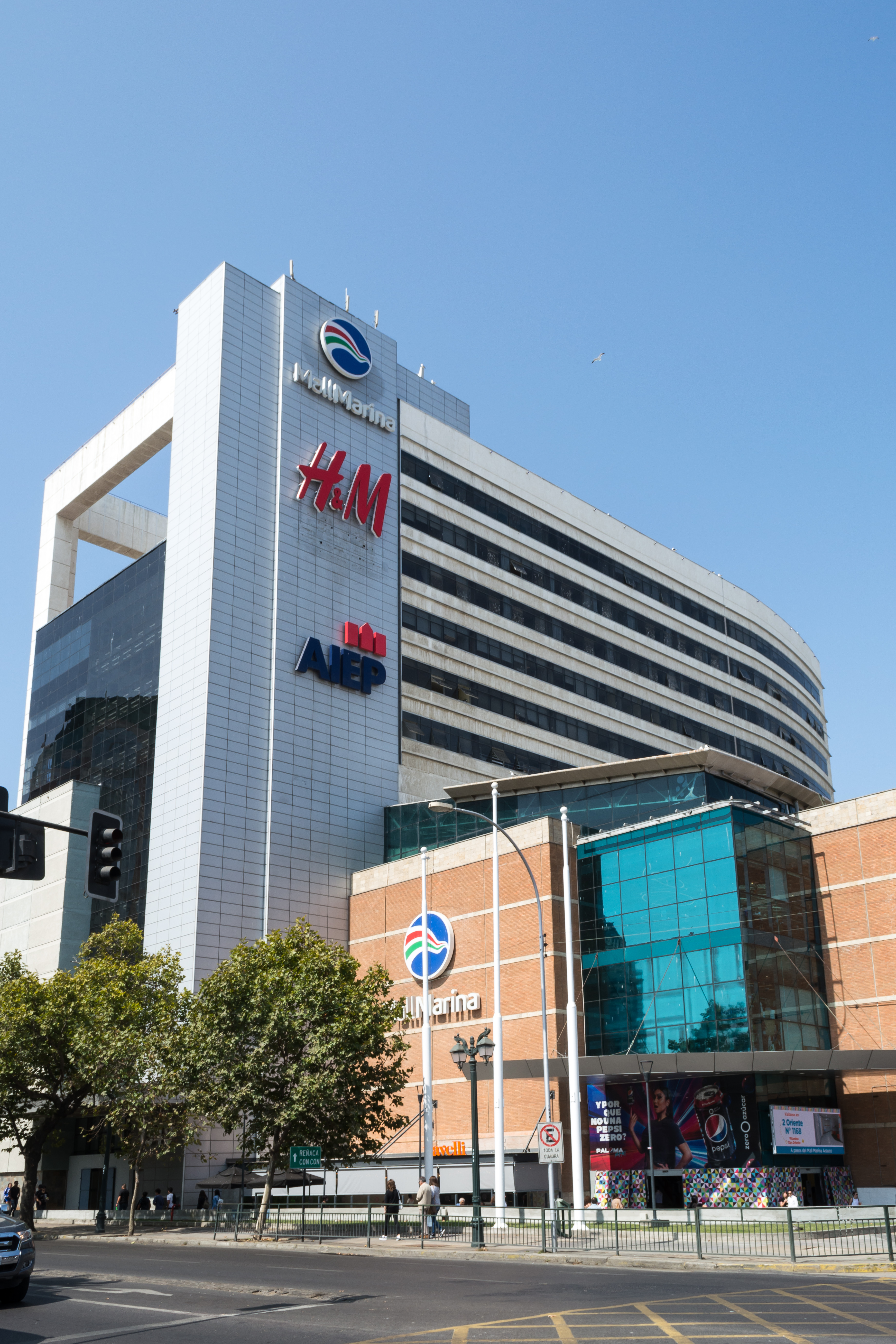
El Mall Marina es el principal centro comercial del área metropolitana, alberga más de 200 tiendas comerciales en los 153.246 m² que posee.

| - Mall Paseo Ross - Portal Valparaíso - Strip Center Plaza Barón - Paseo del Puerto - Arauco Premium Outlet Curauma - Mall Plaza del Sol - Mall Paseo Quilpué - Portal El Belloto - Mall Centro el Belloto | - Open Plaza Santa Julia - Plaza Reñaca - Viña Outlet Park - Paseo Viña Centro - Portal Viña - Mall Marina - Boulevard Marina - Espacio Urbano 15 Norte - Zoco Montemar Strip center - Patagon Concón Strip center - Mall Paseo Dunas |

## Servicios
En Valparaíso se encuentran varias instituciones públicas nacionales como el Congreso, el Consejo Nacional de la Cultura y las Artes, el Servicio Nacional de Aduanas, el Servicio Nacional de Pesca, la Subsecretaría de Pesca , la Escuela Naval Arturo Prat y el grupo de formación de Carabineros, en la comuna de Viña del Mar.

### Educación Superior
Universidades Tradicionales
- Universidad de Valparaíso (UV) (Valparaíso, Viña del Mar)
- Universidad de Playa Ancha de Ciencias de la Educación (UPLA) (Valparaíso)
- Pontificia Universidad Católica de Valparaíso (PUCV) (Valparaíso, Viña del Mar, Quilpué)
- Universidad Técnica Federico Santa María (UTFSM) (Valparaíso, Viña del Mar)

Universidades Privadas
- Universidad de Aconcagua (UAC) (Viña del Mar, Quilpué)
- Universidad Nacional Andrés Bello (UNAB) (Viña del Mar)
- Universidad de Viña del Mar (UVM) (Viña del Mar, Valparaíso)
- Universidad Adolfo Ibáñez (UAI) (Viña del Mar)
- Universidad de Las Américas (UDLA) (Viña del Mar)
- Universidad Santo Tomás (UST) (Viña del Mar)

Institutos Profesionales y Centros de Formación Técnica
- Universidad Tecnológica de Chile INACAP (INACAP) (Valparaíso)
- DuocUC (Duoc) (Viña del Mar, Valparaíso)
- Instituto Diego Portales (IDP) (Viña del Mar, Valparaíso)
- Instituto Profesional Los Leones (Viña del Mar)
- AIEP (Viña del Mar, Valparaíso)
- Arcos (Viña del Mar, Valparaíso)
- IPP (Viña del Mar)
- Culinary (Viña del Mar, Valparaíso)
- CFT UCValpo (Valparaíso)
- CFT UValpo (Valparaíso)

## Proyectos de comunas
- Playa Ancha, es un barrio de Valparaíso, que cuenta con 120 000 habitantes. La iniciativa por convertirse en comuna, separándola de la de Valparaíso fue propuesta por los vecinos, y ya a fines del año 2007 la propuesta fue ingresada al Congreso.[cita requerida]

- Placilla de Peñuelas, es un sector cercano a Valparaíso, que junto con Curauma es una zona dormitorio de Valparaíso. Producto del aumento en población en los últimos años, se ha planteado por parte de algunos dirigentes vecinales la idea de separarla de la comuna de Valparaíso.

- El Belloto, es un sector de la comuna de Quilpué que ha visto un amplio crecimiento demográfico desde la década pasada. Producto de este crecimiento se ha propuesto convertirlo en comuna, hecho que va ligado a la creación de la Provincia de Marga Marga.[cita requerida]

- Peñablanca, sector al oriente del Gran Valparaíso, perteneciente a la comuna de Villa Alemana. Su elección como comuna se plantea de forma conjunta con la creación de la nueva Provincia de Marga Marga.[cita requerida]

- Reñaca, es un exclusivo barrio y balneario de Viña del Mar, que hace años viene planteando la necesidad de convertirse en una comuna separada. Desde el año 2000 en adelante los vecinos han incrementado sus reclamos.